# Karl Henry
Karl Levi Daniel Henry (Wolverhampton, 26 novembre 1982) è un ex calciatore inglese, di origini giamaicane, di ruolo centrocampista.
Era stato per anni capitano del Wolverhampton Wanderers Football Club, ma nel 2013, con l'arrivo del nuovo manager Kenny Jackett e a seguito della seconda retrocessione di fila dei Wolves, venne messo in lista di trasferimento insieme ai compagni Roger Johnson, Jamie O'Hara e Stephen Ward.

## Statistiche

### Presenze e reti nei club
Statistiche aggiornate al 19 novembre 2017.
| Stagione             | Squadra              | Campionato           | Campionato | Campionato | Coppe nazionali | Coppe nazionali | Coppe nazionali | Coppe continentali | Coppe continentali | Coppe continentali | Altre coppe | Altre coppe | Altre coppe | Totale | Totale |
| Stagione             | Squadra              | Comp                 | Pres       | Reti       | Comp            | Pres            | Reti            | Comp               | Pres               | Reti               | Comp        | Pres        | Reti        | Pres   | Reti   |
| -------------------- | -------------------- | -------------------- | ---------- | ---------- | --------------- | --------------- | --------------- | ------------------ | ------------------ | ------------------ | ----------- | ----------- | ----------- | ------ | ------ |
| 2006-2007            | Wolverhampton        | FLC                  | 34         | 3          | FACup+CdL       | 3+1             | 0               | -                  | -                  | -                  | -           | -           | -           | 38     | 3      |
| 2007-2008            | Wolverhampton        | FLC                  | 40         | 3          | FACup+CdL       | 2+2             | 0               | -                  | -                  | -                  | -           | -           | -           | 44     | 3      |
| 2008-2009            | Wolverhampton        | FLC                  | 43         | 0          | FACup+CdL       | 2+2             | 0               | -                  | -                  | -                  | -           | -           | -           | 47     | 0      |
| 2009-2010            | Wolverhampton        | PL                   | 34         | 0          | FACup+CdL       | 3+1             | 1+0             | -                  | -                  | -                  | -           | -           | -           | 38     | 1      |
| 2010-2011            | Wolverhampton        | PL                   | 29         | 0          | FACup+CdL       | 2+0             | 0               | -                  | -                  | -                  | -           | -           | -           | 31     | 0      |
| 2011-2012            | Wolverhampton        | PL                   | 31         | 0          | FACup+CdL       | 1+1             | 0               | -                  | -                  | -                  | -           | -           | -           | 33     | 0      |
| 2012-2013            | Wolverhampton        | FLC                  | 39         | 0          | FACup+CdL       | 1+1             | 0               | -                  | -                  | -                  | -           | -           | -           | 41     | 0      |
| Totale Wolverhampton | Totale Wolverhampton | Totale Wolverhampton | 250        | 6          |                 | 22              | 1               |                    | -                  | -                  |             | -           | -           | 272    | 7      |
| 2013-2014            | QPR                  | FLC                  | 27+1       | 1          | FACup+CdL       | 1+0             | 0               | -                  | -                  | -                  | -           | -           | -           | 29     | 1      |
| 2014-2015            | QPR                  | PL                   | 33         | 0          | FACup+CdL       | 1+1             | 0               | -                  | -                  | -                  | -           | -           | -           | 35     | 0      |
| 2015-2016            | QPR                  | FLC                  | 38         | 1          | FACup+CdL       | 0+1             | 0               | -                  | -                  | -                  | -           | -           | -           | 39     | 1      |
| 2016-2017            | QPR                  | FLC                  | 14         | 0          | FACup+CdL       | 0+1             | 0               | -                  | -                  | -                  | -           | -           | -           | 15     | 0      |
| Totale QPR           | Totale QPR           | Totale QPR           | 112+1      | 2          |                 | 5               | 0               |                    | -                  | -                  |             | -           | -           | 118    | 2      |
| 2017-2018            | Bolton               | FLC                  | 8          | 1          | FACup+CdL       | 0               | 0               | -                  | -                  | -                  | -           | -           | -           | 8      | 1      |
| Totale carriera      | Totale carriera      | Totale carriera      | 370+1      | 9          |                 | 27              | 1               |                    | -                  | -                  |             | -           | -           | 398    | 10     |

## Palmarès

### Club

#### Competizioni nazionali
- Football League Championship: 1

Wolverhampton: 2008-2009